# Материалы Сета
Материалы Се́та — сборник текстов, продиктованных Джейн Робертс своему мужу с конца 1963 года до её смерти в 1984 году. Робертс утверждала, что слова были произнесены развоплощённой сущностью по имени Сет. Этот материал считается одним из краеугольных камней философии Нью-эйдж и наиболее влиятельным ченнелинговым текстом послевоенного движения «Нью-Эйдж» после книг Эдгара Кейси и «Курса чудес». Джон Климо пишет, что книги Сета сыграли важную роль в донесении идеи ченнелинга до широкой аудитории.
По словам религиоведа Кэтрин Олбанезе, выпуск в 1970 году книги «Материалы Сета» «открыл эру общенационального осознания … [общения] с нечеловеческими сущностями … способствуя самоидентификации человека, –зарождающееся движение Нью-Эйдж». Исследовательские группы, созданные в Соединенных Штатах для работы с Материалом Сета, теперь находятся по всему миру, а также представлены любительскими проектами в виде многочисленных веб-сайтов и онлайн-групп на нескольких языках. «Материалы Сета» были переведены на китайский, испанский, немецкий, французский, голландский и арабский языки.
Джон П. Ньюпорт в своем исследовании влияния верований Нью-Эйдж описал центральный фокус Материалов Сета как идею о том, что каждый человек создает свою собственную реальность, — основополагающую концепцию движения Нью-Эйдж, впервые сформулированную в Материалах Сета.

## История

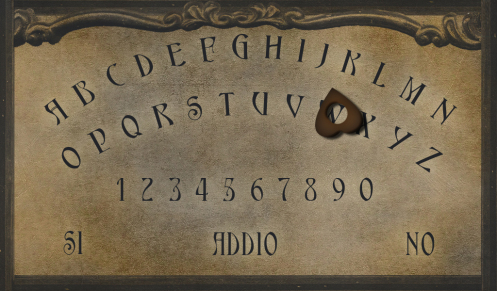
«Уиджа» — доска для спиритических сеансов

В конце 1963 года Джейн Робертс и ее муж Роберт Баттс экспериментировали с доской для спиритических сеансов в рамках исследования Джейн для книги об экстрасенсорном восприятии. Джейн и Баттс утверждали, что 2 декабря 1963 года они начали получать связные сообщения от личности мужского пола, который позже представился Сетом. Вскоре после этого Робертс сообщила, что слышит сообщения в своей голове. Она начала диктовать сообщения вместо использования доски для спиритических сеансов, и в конце концов от доски отказались. В течение 21 года до своей смерти в 1984 году (с годовым перерывом из-за ее последней болезни) Робертс проводила регулярные сеансы, на которых она впадала в транс и якобы говорила от имени Сета.
По словам Робертс, Сет описывал себя как «энергетическую сущность личности, более не сфокусированную на физической материи», которая была независима от подсознания Джейн, хотя Робертс выражала скептицизм относительно происхождения Сета, часто ссылаясь на заявления Сета как на «теории». Робертс утверждала, что Сет указал, что он завершил свои земные перевоплощения и говорил с соседнего плана существования. Личность Сета называла себя «учителем» и сообщила: «Этот материал был дан им самим и другими в другие времена и в других местах, но что он дается снова, по-новому, для каждого последующего поколения на протяжении веков».
В отличие от экстрасенса Эдгара Кейси, чей синтаксис при разговоре в трансе был устаревшим и запутанным, синтаксис и структура предложений Джейн были современными и четкими, когда она говорила от имени Сета. Джейн часто сидела в кресле-качалке во время сеансов, иногда курила сигареты и потягивала пиво или вино. Впоследствии она утверждала, что не помнит содержание сеанса, и часто перечитывала стенограмму или спрашивала, что сказал Сет.

## Резюме
Учение Сета основано на принципе, согласно которому сознание создает материю, поэтому каждый человек создает свою собственную реальность посредством мыслей, убеждений и ожиданий, и что «точка силы», через которую человек может влиять на изменения, находится в настоящем моменте.
В Материалах обсуждается широкий спектр метафизических концепций:
- природа Бога (называемого «Все, что есть» и «Многомерный Бог»);
- природа физической реальности;
- происхождение вселенной;
- природа «я» и «высшего я»;
- история Христа;
- эволюция души и все аспекты смерти и возрождения, включая реинкарнацию и карму, прошлые жизни, посмертный опыт, «духов-хранителей», цель жизни;
- природа добра и зла; цель страдания;
- многомерная реальность, параллельные жизни; и трансперсональные сферы.

### Природа личности
Согласно Материалам Сета, все «я» или «сущность» представляет собой гештальт, состоящий из внутреннего «я», различных «я», которые сущность приняла в прошлых существованиях (физических и нефизических), плюс все воплощенные в настоящее время «я» и все их вероятные аналоги. Реинкарнация включена в качестве основного принципа.
Воутер Ханеграаф, профессор истории герметической философии Амстердамского университета, говорит, что эти идеи оказали влияние на других авторов новой эры (некоторые из которых используют термин «высшее Я» для обозначения той же концепции), и что терминология Джейн Робертс была принята некоторыми из этих авторов. Ханеграаф говорит, что Сет использует различные термины для обозначения понятия «я», включая «сущность», «всего себя», «гештальт» и «(сверх)душу».

### Реальность
В Материалах Сета говорится, что все люди создают свои собственные обстоятельства и опыт в общей земной среде, подобно доктрине принятия ответственности. Эта концепция выражена во фразе «вы сами создаете свою реальность» .которые, возможно, произошли от чтений Сета (хотя Ницше писал около 90 лет назад по теме «Стать тем, кто вы есть»: «Мы, однако, хотим стать теми, кто мы есть — человеческими существами, которые являются новыми, уникальными, несравненными, которые дают себе законы, которые сами себя создают!»). Внутреннее Я, или внутреннее Эго, отвечает за построение и поддержание физического тела человека и непосредственного физического окружения, а развитие событий определяется ожиданиями, установками и убеждениями внешнего Эго, той части Я, которая люди знают как самих себя. «Если вы хотите изменить свой мир, вы должны сначала изменить свои мысли, ожидания и убеждения». Или, более кратко: "Вы получаете то, на чем концентрируетесь".
В книгах обсуждается идея о том, что живая сеть панпсихизма создает и поддерживает физическую среду через внутреннее «я» отдельных обитателей (включая как живую, так и инертную материю). Внутреннее «я» массово проецирует образец физической реальности, который затем наполняется энергией по мере необходимости каждым человеком. Все события также производятся в том же порядке.

## Отношения с христианством
Согласно Материалам Сета, Иисус Христос существует как часть сущности Христа, высокоразвитой сущности, существующей во многих системах реальности. Во времена Христа его сущность воплощалась в виде трёх личностей: Иоанна Крестителя, Иисуса из Назарета и Павла или Савла из Тарса.

## Другие заявления об авторстве
Другие авторы писали материалы, которые, как они утверждали, были получены от Сета, особенно после смерти Джейн. Среди них были Томас Массари, который основал Фонд Сет-Гермес и сказал, что он направлял Сета еще в 1972 году; и Джин Лумис, директор Центра Водолея в Коннектикуте. Тем не менее, во введении к первой книге, написанной о Сете, он, как говорят, сообщил, что «общение будет осуществляться исключительно через Рубурта [имя Сета для Джейн] во все времена, чтобы защитить целостность материала». В «Материалах Сета» Робертс писала: «Несколько человек сказали мне, что Сет общался с ними с помощью автоматического письма, но Сет отрицает любые такие контакты».